# Gölyaka
Gölyaka est une ville et un district de la province de Düzce dans la région de la mer Noire en Turquie.

## Géographie
Le district est partiellement situé sur le lac Efteni.